# Anges Bleus de Joinville
Stade
Maillots
Champion 1984 et 1986
Les Anges Bleus de Joinville sont un ancien club français de football américain basé à l'origine en banlieue parisienne à Montreuil-sous-Bois (Anges Bleus de Montreuil), ayant déménagé à Paris (Anges Bleus de Paris) pour finalement revenir en 1986 en banlieue parisienne à Joinville-le-Pont en 1986. 
Le club, fondé en 1981, disparaît en 1993, lorsqu'il fusionne avec le Spartacus de Paris et les Frelons de Paris pour former le Team Paris. Cette équipe existera de 1993 à 1996. Dès 1984, les Anges Bleus disputent des matches internationaux face aux meilleures formations du continent européen :
- victoire face aux Rams d'Amsterdam (champions des Pays-Bas) 26-0 ;
- défaite face aux Crocodiles de Cologne (vice-champions d'Allemagne), 8-19 ;
- défaite face aux Rhinos de Milan (champions d'Italie), 7-20.

En 1985, à Cannes, les Anges s'imposent face à l'équipe américaine de la VIe Flotte sur le score de 26 à 12. En cette même année 1985, les Anges sont exclus du championnat pour professionnalisme. Leur collaboration avec le groupement Amerfoot depuis 1983 est pointé du doigt. Amerfoot et la FFFA trouvent finalement un accord et les Anges sont réintégrés parmi l'élite française en 1986.
Parmi les joueurs et entraîneurs emblématiques du club, on trouve les frères Yves et Jean-Luc Perelli ainsi que l'entraîneur canadien Jacques Dussault. L'équipe a pour couleurs le bleu et le blanc. 

## Palmarès
- Champion de France : 1984, 1986
- Vice-champion de France : 1983, 1988

## Saison par saison
| V      | N      | D                  | PP | PC | V  | N     | D     | PP' | PC | V  | N   | D   | PP | PC |    |       |       |
| 1982   | D1     | Demi-finaliste     | 1  | 0  | 1  | 34    | 41    | 0   | 0  | 0  | 0   | 0   | 1  | 0  | 1  | 34    | 41    |
| 1983   | D1     | Finaliste          | 6  | 1  | 2  | 119   | 78    | 0   | 0  | 0  | 0   | 0   | 6  | 1  | 2  | 119   | 78    |
| 1984   | D1     | Champion           | 8  | 0  | 1  | 254   | 36    | 5   | 0  | 4  | 125 | 107 | 13 | 0  | 5  | 379   | 143   |
| 1985   | -      | Exclu              | 1  | 0  | 0  | 15    | 0     | 2   | 0  | 5  | 92  | 161 | 3  | 0  | 5  | 107   | 161   |
| 1986   | D1     | Champion           | 6  | 0  | 0  | 254   | 32    | 3   | 0  | 0  | 63  | 12  | 9  | 0  | 0  | 317   | 44    |
| 1987   | D1     | Demi-finaliste     | 10 | 0  | 2  | 322   | 58    | 0   | 0  | 0  | 0   | 0   | 10 | 0  | 2  | 322   | 58    |
| 1988   | D1     | Finaliste          | 12 | 0  | 1  | 322   | 59    | 0   | 0  | 0  | 0   | 0   | 12 | 0  | 1  | 322   | 59    |
| 1989   | D1     | Demi-finaliste     | 8  | 0  | 2  | 300   | 117   | 1   | 0  | 1  | 34  | 45  | 9  | 0  | 3  | 334   | 162   |
| 1990   | D1     | Poules             | 3  | 0  | 4  | 177   | 115   | 0   | 0  | 0  | 0   | 0   | 3  | 0  | 4  | 177   | 115   |
| 1991   | D1     | Quart de finaliste | 9  | 0  | 2  | 328   | 96    | 0   | 0  | 0  | 0   | 0   | 9  | 0  | 2  | 328   | 96    |
| 1992   | D1     | Quart de finaliste | 4  | 0  | 7  | 204   | 264   | 0   | 0  | 0  | 0   | 0   | 4  | 0  | 7  | 204   | 264   |
| 1993   | D1     | Poules             | 3  | 1  | 5  | 247   | 230   | 0   | 0  | 0  | 0   | 0   | 3  | 1  | 5  | 247   | 230   |
| Totaux | Totaux | Totaux             | 71 | 2  | 27 | 2 576 | 1 126 | 11  | 0  | 10 | 314 | 325 | 82 | 2  | 37 | 2 890 | 1 451 |